# William R. Pogue
William Reid Pogue (n. 23 ianuarie 1930, Okemah⁠(d), Oklahoma, SUA – d. 3 martie 2014, Cocoa Beach⁠(d), Florida, SUA) a fost un astronaut american, un pilot de aviație al Forțelor Aeriene americane și pilot de test, care a fost, de asemenea, un profesor, un vorbitor public și un autor. 
Născut și educat în Oklahoma, Pogue a absolvit colegiul și sa înscris în Forțele Aeriene ale Statelor Unite, în care a lucrat timp de 24 de ani. A zburat de luptă în timpul războiului din Coreea, și cu elita Thunderbirds USAF . A fost un instructor de zbor și profesor de matematică și a fost un pilot experimental versatil, incluzând doi ani într-un schimb cu RAF (Marea Britanie). 
Colonelul Pogue a fost un instructor al forțelor aeriene când a fost acceptat în NASA în 1966. Cariera sa de astronaut a inclus o misiune orbitală, ca pilot al ultimului echipaj al Skylab . Echipajul a stabilit un record de durată (84 zile), care a fost neîntrerupt în NASA de peste 20 de ani, iar în orbită au efectuat zeci de experimente de cercetare. Misiunea a fost, de asemenea, remarcată pentru o dispută cu controlul la sol asupra gestionării programelor pe care media știri numită "The Skylab Mutiny". 
Pogue s-a retras din SUAF și NASA la câteva luni după ce s-a întors de la Skylab. În următorii 30 de ani, a predat, a consultat și a scris despre aviație și aeronautică, atât în SUA, cât și în străinătate. A murit în 2014, în vârstă de 84 de ani, are trei copii, patru copii vitregi și a treia soție.

## Tinerețe și educație
Pogue s-a născut pe 23 ianuarie 1930, în Okemah, Oklahoma, Alex Wallis Pogue și Margaret Frances (McDow) Pogue. Avea o soră mai mare, Margaret H., care a murit în 2012. Pogue era de origine a lui Choctaw .  Pogue a urmat școli primare și secundare în Sand Springs, Oklahoma . A participat la cercetașii SCOUT, câștigând rangul de clasa a doua . 
Pogue a obținut o diplomă de licență în învățământul secundar de la Universitatea Oklahoma Baptist din Shawnee, Oklahoma, în 1951, și o diplomă de matematică în matematică de la Universitatea de Stat din Oklahoma, în Stillwater, Oklahoma, în 1960. 

## Experiența de zbor
Pogue a fost atras să zboare de la o vârstă fragedă, și a zburat pentru prima oară un avion în timpul liceului.  Pogue sa înrolat în Forțele Aeriene ale SUA în 1951 și a primit comisia în 1952. În timpul serviciului cu Forța a cincea în timpul războiului din Coreea, între 1953 și 1954, a terminat un tur de luptă cu bombardierele de luptă, zburând peste 40 de misiuni de luptă . Din 1955 până în 1957, a fost membru al Thunderbirds USAF . El a fost un solo și un pilot de slot cu ei. 
A obținut competențe în mai mult de 50 de tipuri și modele de aeronave americane și britanice și a fost calificat drept instructor de zbor civil. Pogue a lucrat în departamentul de matematică ca profesor asistent la Academia Forțelor Aeriene ale Statelor Unite ale Americii din Colorado Springs, Colorado, între 1960 și 1963. În septembrie 1965, a încheiat un turneu de doi ani în calitate de pilot de testare al Ministerului Aviației Britanice în cadrul Programului Exchange USAF / RAF, după ce a absolvit Școala de Piloți de Test Empire din Farnborough, Anglia. 
Un colonel al Forțelor Aeriene, Pogue a venit la Centrul Spațiului Manned dintr-o misiune la Baza Forțelor Aeriene Edwards, California, unde a fost instructor la Școala Pilot de Cercetare Aeriană a Forțelor Aeriene din octombrie 1965. 
A înregistrat 7.200 ore de zbor, inclusiv 4.200 de ore în avioane cu reacție și 2017 ore în zbor spațial . 

## Cariera NASA

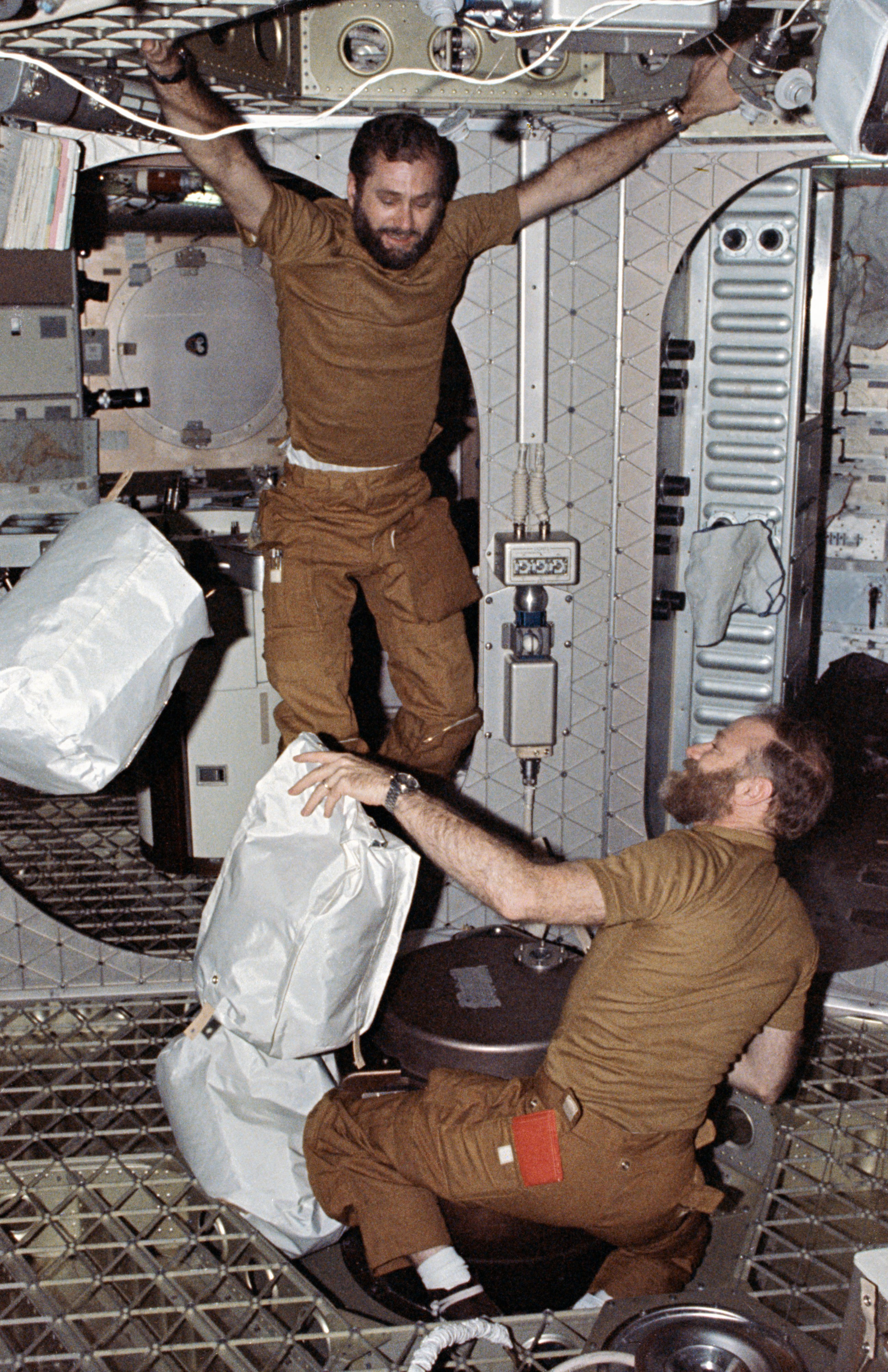
Pogue (stânga) și Gerald Carr, care dispun de pungi de gunoi în timpul misiunii Skylab 4

Pogue a fost unul dintre cei 19 astronauti selectați de NASA în grupa 5 pentru programul Apollo în aprilie 1966.  A slujit ca membru al echipajelor de sprijin pentru misiunile Apollo 7,  11,  și 14 . El a fost CAPCOM pentru Apollo 7.  Nici un membru al echipajului nu a fost repartizat misiunilor Apollo anulate, dar dacă ar fi urmat rotația normală a echipajului, el ar fi fost repartizat ca pilot de comandă pentru echipajul principal al misiunii Apollo 19 . 
Pogue a fost pilotul Skylab 4, a treia și ultima vizită de echipaj la atelierul Skylab Orbital, din 16 noiembrie 1973, până în 8 februarie 1974.  Acesta a fost cel mai lung zbor echipaj (84 zile, 1 oră și 15 minute) până la acea dată.  Pogue a fost însoțit de zborul record de 34,5 milioane de mile de către comandantul Gerald P. Carr și științific pilotul Edward G. Gibson .  Ei au finalizat cu succes 56 de experimente, 26 demonstrații științifice, 15 obiective detaliate ale subsistemului și 13 investigații studențești în timpul celor 1214 revoluții ale Pământului. 
De asemenea, au acumulat date observabile privind resursele pământului folosind pachetul experimental al experimentului pentru resursele pământului Skylab și matricea senzorilor și au înregistrat 338 de ore de funcționare a Telescopului Apollo Mount, care a făcut observații amănunțite despre procesele solare ale soarelui. Pogue și Carr au văzut o cometă ce tranzitează cerul în timpul unei EVA.  El a înregistrat 13 ore și 34 de minute în două EVA în afara atelierului orbital. 
Pogue s-a retras din Forțele Aeriene ale Statelor Unite și de la NASA la 1 septembrie 1975.  S-a retras să se alăture Fundației High Flight Foundation (o fundație evanghelică inter-denominațională, fondată de astronautul James Irwin ) ca vicepreședinte. 

## Activități post-NASA
După ce s-a pensionat, a lucrat ca consultant pentru industria aerospațială și producător de videoclipuri de interes general în zborul spațial. 
În 1985, Pogue a scris cartea Cum te duci la baie în spațiu?, răspunzând la 187 de întrebări frecvente pe care le-a primit.  În 1992, a co-autorizat The Trikon Deception, un roman science fiction, cu Ben Bova . 

## Viața personală
Pogue s-a căsătorit de trei ori. El sa căsătorit cu Helen Juanita Dittmar în 1952 și împreună cu ea au avut trei copii: William R. (născut la 5 septembrie 1953), Layna S. (născut la 9 iunie 1955) și Thomas R. (născut la 12 septembrie 1957).  Ulterior au divorțat. S-a căsătorit cu Jean Ann Baird în 1979, până la moartea sa în 2009;  cu ea avea cinci copii vitregi. Cea mai recentă soție, Tina, s-a însurat în 2012. 

## Moarte
Pogue a murit la Cocoa Beach, Florida acasă în noaptea de 3 martie 2014, din cauze naturale, la vârsta de 84 de ani.   Au ramas in viata a treia soție Tina, trei copii de la prima căsătorie și patru copii vitregi de la cea de-a doua căsătorie.  Cenușa sa este planificată să fie trimisă în orbită de pe pământ folosind Celestis, un serviciu de rachete memorial, programat pentru lansare pe o rachetă Heavy Space Falcon 24 iunie sau 25, 2019.  

## Onoruri speciale
- JSC Premiul pentru realizarea superioară (1970) [6]
- Medalia Medaliei Medale, Medalia de Comandament al Forțelor Aeriene, Medalia Serviciului Național de Apărare și Premiul unității de forță a Forțelor Aeriene (în timp ce un membru al USAF Thunderbirds) [26]
- Air Force Distinged Service Medalie și comandă Pilot Astronaut Wings (1974) [26]
- Orasul Chicago Medalie de Aur (1974) [6]
- Orasul New York Medalie de Aur (1974) [6]

Cele trei echipe de astronauti Skylab au fost decernate Trofeul Robert J. Collier din 1973 "Pentru a dovedi dincolo de valoarea omului în explorările viitoare ale spațiului și producerea de date benefice tuturor oamenilor de pe Pământ".   În 1974, președintele Nixon a prezentat echipajul Skylab 4 cu medalia de serviciu NASA Distinguished Service .  Federatia Aeronautique Internationale a acordat echipajului Skylab 4 Medalia De La Vaulx si Diploma VM Komarov pentru anul 1974.  Premiul Flight Achievement al Societății Americane de Astronautică a fost atribuit echipajului Skylab 4.   Gerald Carr a acceptat trofeul Memorialul Dr. Robert H. Goddard din 1975 de la președintele Ford, acordat astronauților Skylab.  Echipa Skylab 4 a câștigat Premiul AIAA Haley Astronautics în 1975 "Pentru a demonstra curajul și abilitățile extraordinare în timpul misiunii Skylab de 84 de zile". 
Aeroportul municipal William R. Pogue (Codul FAA: OWP, Codul ICAO: KOWP) din Sand Springs, Oklahoma a fost numit în onoarea lui Pogue în 1974.  Muzeul de Aviație și Spațiu de la Oklahoma a acordat Pogue, în februarie 1989, Clarence E. Page Memorial Trophy pentru "a aduce contribuții semnificative și continue la industria aviatică din SUA". Page a murit cu zece zile înainte ca premiul să fie prezentat și Pogue a folosit cea mai mare parte a discursului său pentru a memora viața lui Page. 
El a primit un Doctorat in Știință onorific la Universitatea Baptista din Oklahoma in 1974. Pogue a primit de la Generalul Thomas D. White trofeul USAF Space Trophy in 1974. Pogue a fost introdus în Cinci Triburi Civilized Hall of Fame în 1975. A fost unul dintre cei cinci astronauți din Oklahoma inaugurat în Oklahoma Aviation and Space Hall of Fame în 1980. Pogue a fost unul dintre cei 24 de astronauți Apollo care au fost introduși în Sala Astronomică a SUA în 1997.

## Legături externe
- Site-ul oficial al lui William R. Pogue Arhivat în 20 aprilie 2017, la Wayback Machine.
- Astronautix biografie a lui William R. Pogue
- Spacefacts biografie a lui William R. Pogue
- William R. Pogue la Internet Movie Database
- Pogue la Spaceacts Arhivat în 4 martie 2016, la Wayback Machine.
- Pogue la Enciclopedia Științei
- William R. Pogue la Find a Grave